# Bactrospora inspersa
Bactrospora inspersa är en lavart som beskrevs av Aptroot. Bactrospora inspersa ingår i släktet Bactrospora och familjen Roccellaceae.   Inga underarter finns listade i Catalogue of Life.